# John Duport
John Duport (falecido em 1617) foi um estudioso e tradutor inglês.
O Dr. John Duport nasceu em Shepshed, em Leicestershire. Ele foi educado no Jesus College, Cambridge, onde se tornou num Fellow em 1574. Em 1583 ele tornou-se reitor de Fulham e em 1585 precentor da Catedral de São Paulo em Londres. Em 1590 foi nomeado Master of Jesus College. Ele serviu como Director da "Segunda Companhia de Cambridge" encarregado por Jaime I da Inglaterra de traduzir partes dos Apócrifos para a Versão do Rei Jaime da Bíblia. Em 1609, ele acrescentou o prebendário de Ely à sua renda.
Duport casou-se com Rachel Cox, filha de Richard Cox, bispo de Ely. O seu filho, James Duport, uma criança quando John Duport morreu, e ele também se tornou num estudioso e mestre do Magdalene College.